# Hutash Corona
L'Hutash Corona è una struttura geologica della superficie di Venere.